# Паровоз 556.0
Паровоз 556.0 — паровоз, выпускавшийся на заводе Škoda с 1951 по 1958 год для нужд компании Československé státní dráhy.

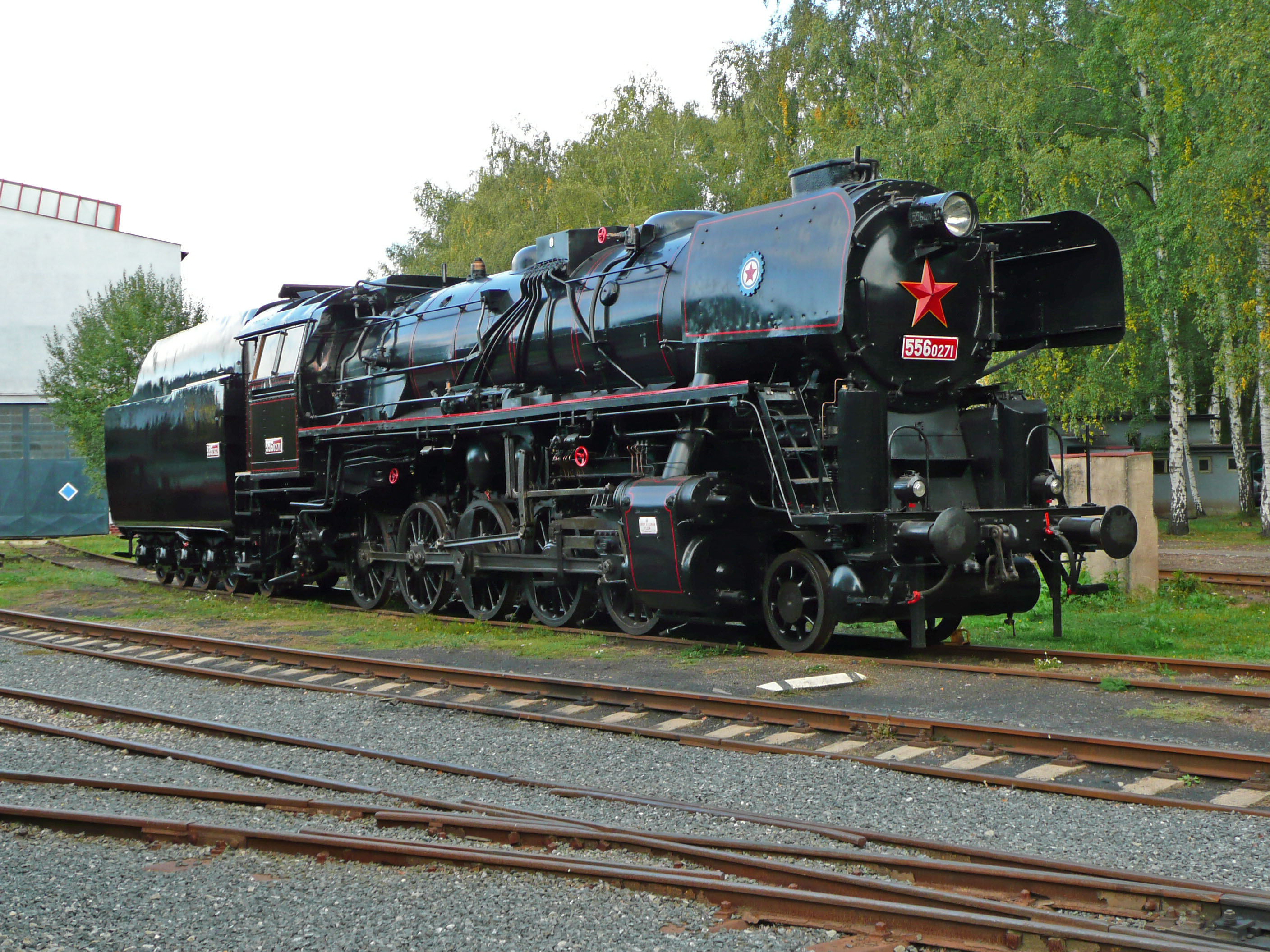
Паровоз 556.0 в железнодорожном музее в Лужне

Паровозы были разработаны для вождения тяжеловесных грузовых поездов.
Конструкция паровоза во многом повторяла конструкцию немецкого кригслокомотива 555 серии (в СССР эти паровозы получили наименование паровоз ТЭ). Отличия состояли в поршнях, конструкции золотников, крейцкопфе, применении механического углеподатчика. Котёл паровоза использовался такой же, как и на серии 475.1. Первые 80 паровозов серии имели дымоотбойники.
После постройки производились испытания локомотива. В 1952 году поезд весом 1400 тонн на расчётном подъёме 10 ‰ паровоз провёл со скоростью 23 км/час. В 1954—1958 гг. паровоз прошёл дополнительные испытания, по их результатам было установлено, что он мог везти поезд весом 3002 тонны, а при использовании подталкивающего паровоза той же серии — 7392 тонны.
20 декабря 1958 года был установлен абсолютный рекорд. Поезд из 121 вагона (484 оси), весом 8292 был проведён по маршруту Кёжитин — Острава сплоткой из двух паровозов, ещё один паровоз следовал в хвосте поезда как толкач.
В пятидесятые годы интенсивное использование паровозов этой серии с поездами большого веса привело к повышенному износу и довольно быстрой выработке их технического ресурса.
Новые паровозы поступали с завода в паровозные депо в городах Прага, Острава, Пльзень, Хомутов. Впоследствии паровозы эксплуатировались по всей Чехословакии.
По мере электрификации основных железнодорожных маршрутов паровозы отставлялись от эксплуатации. Эксплуатировались паровозы до 1983 года.
Несколько паровозов этой серии сохранились до наших дней, один из них находится в экспозиции железнодорожного музея в Лужне.